# O-Zone
O-Zone — популярний молдовський поп-гурт, створений у Кишиневі, що існував з 1998 по 2005 роки.
Назву гурту один з його засновників, Дан Балан, пояснював так:
|  | «Озон як повітря після дощу — чисте та свіже. І до того ж, хто не знає, в мобільній мережі Conex Зона 0 — це Молдова». |

Найвідомішим хітом гурту стала пісня Dragostea Din Tei, що в ряді країн Європи піднімалася на вершину рейтингів.

## Дискографія

### Студійні альбоми
- Dar, Unde Esti… (1999)
- Number 1 (2002)
- DiscO-Zone (2004)

### Сингли та відеокліпи
- «Numai tu» (2002)
- «Despre tine» (2002)
- «Dragostea din tei» (2003)
- «De ce plâng chitarele» (2004)